# 诺罗敦·尤瓦那
诺罗敦·尤瓦那（Norodom Yuvaneath，1943年10月17日—2021年1月13日），柬埔寨王子，为诺罗敦王室成员。前国王诺罗敦·西哈努克的长子，生母为西索瓦·蓬珊莫尼。他也是现任国王西哈莫尼的同父异母兄。
尤瓦那亲王曾在柬埔寨有名的西索瓦公立学校学习，后被送往中国留学。1970年他携妻子及三岁大的长子Veakchearavouth去香港旅行，原以为很快回国，然而不久后就发生了朗诺政变。尤瓦那申请回国，但被拒绝。随后尤瓦那前往中国，与身处北京的父亲西哈努克会合。1975年红色高棉夺取政权后，尤瓦那没有回国，而是流亡香港。1980年在美国罗德岛州一家外科手术器械公司工作。
1993年回国，担任西哈努克的私人顾问，等级与副总理相同。同年授予王子亲王爵位。西哈莫尼国王继位后，任命他为王家最高顾问。他生活低调，对王位和政治不兴趣，回国后入寺庙修行。
虽然尤瓦那亲王有子女在红色高棉统治期间失踪，但他以王家最高顾问的身份反对审判前红色高棉领导人。他认为1975年至1979年期间的动乱导致两百多万柬埔寨人被屠杀是越南和泰国政府对柬埔寨干预的结果；且他表示自己相信审判将违背民族和解和民族利益。不过，西哈努克和西哈莫尼都没有对审判发表公开声明。
除了精通高棉语以外，尤瓦那亲王会懂法语和英语。他的儿子诺罗敦·维查林（Norodom Veakcharin）在红色高棉政权时期失踪。西哈努克和尤瓦那都推测他已经遇害。事实上维查林经泰国逃往瑞典并在那里生活了多年。2013年，维查林回国，与家人团聚。 
2021年1月，尤瓦那亲王在美国病故。

## 家庭
1959年，尤瓦那与第一任Prep Mau结婚，生一女：Norodom Chhavann-rangsi公主。
1962年6月，他与第二任Yin Kim结婚，生有2子2女，分别是：Norodom Veakchearavouth王子（2001年结婚）、Norodom Veakcharin王子、Norodom Pekina和Norodom Yuveakdevi公主。